# Johan Tijsen

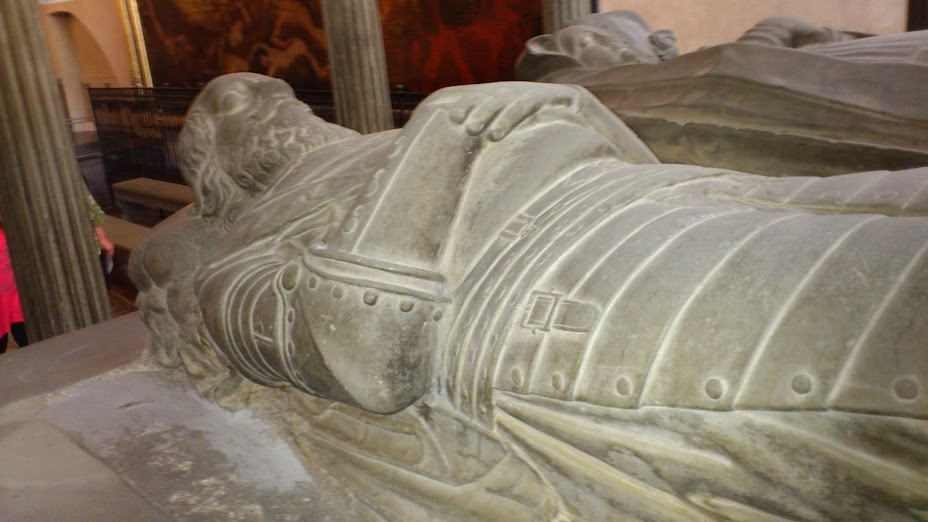
Fältmarskalk Jesper Mattsson Krus gravvård i Stockholms storkyrka.

Johan Didrichsson Tijsen (Thesson, Tyssen) var en stenbildhuggare, verksam under första delen av 1600-talet.
Genom förmedling av Kasper Panten anlitades Tijsen för att utföra stendekorationer till slottet Tre Kronor i Stockholm. Han kom till Sverige 1624, men det första kända arbetet han utförde var ett lejonhuvud över en port på ett lusthus vid Svartsjö slott 1627. Ett av de få arbeten som man med säkerhet kan attribuera till honom är det signerade Kruska gravmonumentet i Stockholms storkyrka som han utförde 1628. Där har han med friskulpturer framställt riksskattemästaren Jesper Mattsson Krus och hans hustru Brita Pontusdotter De la Gardie samt tre av deras barn. Man antar att han även har utfört flera liknande gravmonument och möjligen är det osignerade monumentet över ståthållaren vid Stockholms slott Lars Skytte och dennes hustru Anna Posse i Stockholms storkyrka som har stora likheter i material, typ och skulptural utformning med det Kruska monumentet. Man vill även tillskriva honom ett hermpilaster av holländsk typ som var ett av fynden vid regalskeppet Vasas bärgning år 1961.